# A Turma do Didi
A Turma do Didi foi um sitcom humorístico brasileiro produzido pela TV Globo, e exibido aos domingos de 25 de outubro de 1998 até 28 de março de 2010, às 12h30. A atração contava com as peripécias do cearense Didi, que sempre aprontava com seus diversos amigos. 
Nos primeiros anos de exibição, o programa exibia histórias de meia-hora vividas por Didi e seus amigos. Foi somente em 2003 que o programa ganhou o formato que manteve até o final de sua exibição. Além de Renato Aragão e diversos outros artistas que completavam o elenco, o programa recebia convidados especiais, como atores, cantores e ex-BBBs. Ao final do programa, era exibido o quadro Armações e Mancadas, onde eram exibidos os erros de gravações.
Em 2010, saiu do ar e deu lugar ao Aventuras do Didi, que contava com o mesmo formato e elenco principal da Turma.

## Formato
Na fase inicial do programa, o elenco de apoio que contracenava com Renato Aragão era formado por Roberto Guilherme, em vários papéis, entre os quais o do Sargento Pincel, um oficial linha-dura do exército; Luís Salem (Lulu), Vanessa Bueno (Lili) e Pedro Kling (Pedrinho). Ainda em 1998, Eliezer Motta se juntou ao elenco na pele do ingênuo Batista, personagem oriundo do programa Viva o Gordo e que também havia participado da Escolinha do Professor Raimundo. O personagem voltou rebatizado de Babá.
Em 1999, quando os esquetes soltos deram lugar a histórias curtas com início, meio e fim, o elenco ganhou outros dois nomes: o ator André Segatti e a menina Debby Lagranha, mascote da turma.
A partir de 2003, o programa voltou a apresentar esquetes soltos, só que ambientados na mansão em que Didi morava com seus novos amigos: o cearense Tatá (Tadeu Mello), o cantor Marcelo Augusto, o dançarino Jacaré e Kléber Bambam, vencedor da primeira edição do Big Brother Brasil. A partir de 2006, o elenco ganhou a participação do modelo Daniel Del Sarto, Pedro Nercessian, Tony Tornado e Rodrigo Sant'Anna, como Dodô (Dorivaldo), um malandro carioca.
O ano de 2008 foi marcante para o programa. Parceiro de linha data de Aragão em Os Trapalhões, Dedé Santana estreou no programa no dia 22 de junho. Antes de voltar para a Rede Globo, ele estava no SBT onde protagonizava o Dedé e o Comando Maluco, que muitas vezes concorria com A Turma do Didi pela audiência do horário.

## Produção

Elenco em 2001: Renato Aragão, Debby Lagranha, Tadeu Mello, Vanessa Bueno, Eliezer Motta e André Segatti

Após o fim de Os Trapalhões em 1995, Renato Aragão sentiu que havia encerrado sua carreira na televisão.  No entanto, o humorista mudou de ideia em 1997, após o lançamento de seu filme O Noviço Rebelde (1997). O considerável sucesso do filme, principalmente entre as crianças, estimulou em Aragão o desejo de fazer um programa de humor na TV que fosse totalmente voltado para o público infantil, criando A Turma do Didi.
Em 2009, o programa passou a ser apresentado em um palco de 360º graus com integração total da plateia com o elenco. O humorístico ganhou nova abertura e um novo cenário. Em 2010, o programa se despediu da TV Globo, sendo assim substituído por Aventuras do Didi, praticamente com o mesmo formato. 

## Elenco

### Principal
| Ator               | Personagem | Temporadas | Temporadas | Temporadas | Temporadas | Temporadas | Temporadas | Temporadas | Temporadas | Temporadas | Temporadas | Temporadas | Temporadas | Temporadas |  |
| Ator               | Personagem | 1 1998     | 2 1999     | 3 2000     | 4 2001     | 5 2002     | 6 2003     | 7 2004     | 8 2005     | 9 2006     | 10 2007    | 11 2008    | 12 2009    | 13 2010    |  |
| ------------------ | ---------- | ---------- | ---------- | ---------- | ---------- | ---------- | ---------- | ---------- | ---------- | ---------- | ---------- | ---------- | ---------- | ---------- |  |
| Renato Aragão      | Didi       |            |            |            |            |            |            |            |            |            |            |            |            |            |  |
| Debby Lagranha     | Debby      |            |            |            |            |            |            |            |            |            |            |            |            |            |  |
| Vanessa Bueno      | Lili       |            |            |            |            |            |            |            |            |            |            |            |            |            |  |
| Eliezer Motta      | Babá       |            |            |            |            |            |            |            |            |            |            |            |            |            |  |
| André Segatti      | Andrezão   |            |            |            |            |            |            |            |            |            |            |            |            |            |  |
| Luís Salem         | Lulu       |            |            |            |            |            |            |            |            |            |            |            |            |            |  |
| Pedro Kling        | Pedrinho   |            |            |            |            |            |            |            |            |            |            |            |            |            |  |
| Tadeu Mello        | Tatá       |            |            |            |            |            |            |            |            |            |            |            |            |            |  |
| Marcelo Augusto    | Marcelo    |            |            |            |            |            |            |            |            |            |            |            |            |            |  |
| Jacaré             | Jacaré     |            |            |            |            |            |            |            |            |            |            |            |            |            |  |
| Kleber Bambam      | Bambam     |            |            |            |            |            |            |            |            |            |            |            |            |            |  |
| Daniel Del Sarto   | Daniel     |            |            |            |            |            |            |            |            |            |            |            |            |            |  |
| Rodrigo Sant' Anna | Dodô       |            |            |            |            |            |            |            |            |            |            |            |            |            |  |
| Pedro Nercessian   | Pedro      |            |            |            |            |            |            |            |            |            |            |            |            |            |  |
| Dedé Santana       | Dedé       |            |            |            |            |            |            |            |            |            |            |            |            |            |  |

### Recorrente
| Ator              | Personagem         | Temporadas | Temporadas | Temporadas | Temporadas | Temporadas | Temporadas | Temporadas | Temporadas | Temporadas | Temporadas | Temporadas | Temporadas | Temporadas |
| Ator              | Personagem         | 1 1998     | 2 1999     | 3 2000     | 4 2001     | 5 2002     | 6 2003     | 7 2004     | 8 2005     | 9 2006     | 10 2007    | 11 2008    | 12 2009    | 13 2010    |
| ----------------- | ------------------ | ---------- | ---------- | ---------- | ---------- | ---------- | ---------- | ---------- | ---------- | ---------- | ---------- | ---------- | ---------- | ---------- |
| Roberto Guilherme | Vários Personagens |            |            |            |            |            |            |            |            |            |            |            |            |            |
| Alessandra Corrêa | Vários personagens |            |            |            |            |            |            |            |            |            |            |            |            |            |
| Livian Aragão     | Vários personagens |            |            |            |            |            |            |            |            |            |            |            |            |            |
| Thaís Pacholek    | Vários personagens |            |            |            |            |            |            |            |            |            |            |            |            |            |
| Nana Gouvêa       | Vários personagens |            |            |            |            |            |            |            |            |            |            |            |            |            |
| Karina Dohme      | Vários personagens |            |            |            |            |            |            |            |            |            |            |            |            |            |
| Tarciana Saad     | Vários personagens |            |            |            |            |            |            |            |            |            |            |            |            |            |

## Convidados
- Aqui listados algumas das diversas  participações que o programa teve, entre atores, cantores, bandas e ex-BBBs:

- Adriana Esteves
- Angélica
- Alessandra Negrini
- Alinne Moraes
- Ana Beatriz Cisneiros
- Anilza Leoni
- Ariel Coelho
- Aviões do Forró
- Bárbara Borges
- Calcinha Preta
- Cássio Reis
- Cauã Reymond
- Cheiro de Amor
- Claudia Leitte
- Cristina Pereira
- Daniel
- Daniele Suzuki
- Danielle Winits
- Dary Reis
- Deborah Secco
- Dira Paes
- Dudu Azevedo
- Eri Johnson
- Fábio Jr.
- Falcão
- Fat Family
- Felipe Dylon
- Fernanda de Freitas
- Fernanda Rodrigues
- Fernanda Vasconcellos
- Fiorella Mattheis
- Gabriela Duarte
- Gianne Albertoni
- Giovanna Antonelli
- Grazi Massafera
- Guilherme Berenguer
- Heloísa Perissé
- Humberto Martins
- Ícaro Silva
- Íris Stefanelli
- Isabel Fillardis
- Jackeline Petkovic
- Juliana Knust
- Kadu Moliterno
- Kelly Key
- Letícia Spiller
- Lucas Hornos
- Luciano Szafir
- Luigi Baricelli
- Luíza Curvo
- Malu Mader
- Marcello Novaes
- Marcius Melhem
- Marco Antônio Gimenez
- Marcos Breda
- Mariana Ximenes
- Marina Elali
- Marina Ruy Barbosa
- Murilo Elbas
- Nica Bonfim
- Padre Fábio de Melo
- Pedro Cardoso
- Pedro Malta
- Rafael Almeida
- Regiane Alves
- Rodrigo Hilbert
- Sabrina Sato
- Samara Felippo
- Serjão Loroza
- Sheila Mello
- SNZ
- Susana Vieira
- Susana Werner
- Suzana Pires
- Thiago Fragoso
- Thiago Lacerda
- Xuxa
- Zeca Pagodinho

## Redação
- Renato Aragão (1998–99)
- Paulo Duarte (1998–99)
- Roberto Silveira (1998–99)
- Natália Grimberg (1998–99)
- Péricles de Barros (1998–99)
- Mu Chebabi (1998–99)
- Paulo Cursino (1998–03)
- Thelma Guedes (2000)
- Expedito Faggioni (2000–10)
- Gilmar Rodrigues (2003–10)
- Gilberto Fernandes (2003–10)
- Alessandro Marson (2004)
- Celso Taddei (2004)
- Claudio Lisboa (2004)
- Roberto Silveira (2004)
- Ricardo Aragão (2004–05)
- Chico Soares (2004–05)
- Zé Dassilva (2005)
- Paulo Andrade (2006–07)
- Caxa (2006–10)
- Tiza Lobo (2007–08)
- Alberto Luiz (2007–10)
- Alexandre Rossi (2007–10)
- Claudio Longo (2007–10)
- Cláudio Spritzer (2007–10)
- Guto Franco (2007–10)
- Duda Aragão (2010)